# Pectinia
Genre
Pectinia est un genre de coraux durs de la famille des Meandrinidae.

## Liste d'espèces
Le genre Pectinia comprend les espèces suivantes :
| Selon World Register of Marine Species (8 juillet 2015) : - Pectinia africana Veron, 2000 - Pectinia alcicornis Saville-Kent, 1871 - Pectinia crassa Ditlev, 2003 - Pectinia diversa Nemenzo & Montecillo, 1981 - Pectinia elongata Rehberg, 1892 - Pectinia lactuca Pallas, 1766 - Pectinia maxima Moll & Best, 1984 - Pectinia paeonia Dana, 1846 - Pectinia pectinata Oken, 1815 - Pectinia plicata Nemenzo, 1959 - Pectinia pygmaea Veron, 2000 - Pectinia teres Nemenzo & Montecillo, 1981 | Selon ITIS (8 juillet 2015) : - Pectinia alcicornis Saville-Kent, 1871 - Pectinia elongata Rehberg, 1892 - Pectinia lactuca Pallas, 1766 - Pectinia paeonia Dana, 1846 - Pectinia teres Nemenzo, 1981 |